# A Go Go (John Scofield)
A Go Go è un album del chitarrista jazz statunitense John Scofield, pubblicato nel 1998. Nell'esecuzione dei brani, l'artista suona una chitarra  Ibanez AS-200.

## Tracce
Testi e musiche di John Scofield.
1. A Go Go – 6:36
2. Chank – 6:47
3. Boozer – 5:28
4. Southern Pacific – 5:14
5. Jeep on 35 – 4:31
6. Kubrick – 2:41
7. Green Tea – 5:12
8. Hottentot – 6:46
9. Chicken Dog – 6:22
10. Deadzy – 2:42